# Kanonýři Kladno
Kanonýři Kladno (dříve také FBC Kladno) je český florbalový klub. Vznikl roku 2006 sloučením týmů FLK Maják Kladno (1995) a FBC Potápěči Kladno (1998).

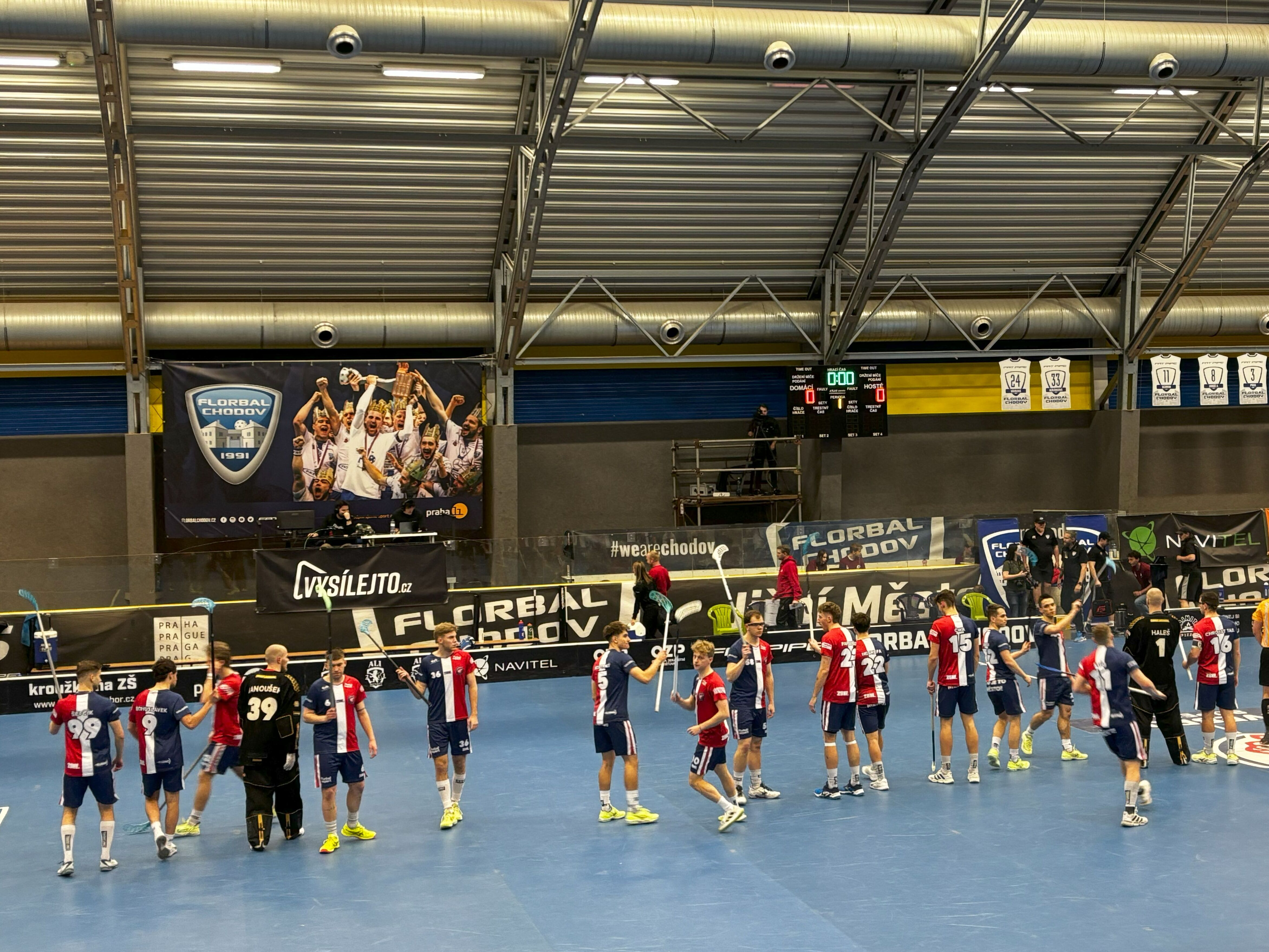
Kladno v osmifinále Superligy 2024/2025

Mužský tým hraje od sezóny 2024/2025 nejvyšší soutěž, Superligu florbalu. Tu již dříve hrál třikrát v sezónách 2010/2011, 2013/2014 a 2016/2017, ale vždy sestoupil zpět do 1. ligy hned v první sezóně. Až na čtvrtý pokus nejvyšší soutěž udrželi a i postoupili do play-off. V roce 2019 se probojovali do čtvrtfinále Poháru Českého florbalu.
Ženský tým hraje pod názvem Kanonýrky Kladno třetí nejvyšší soutěž, 2. ligu.

## Mužský tým

### Sezóny

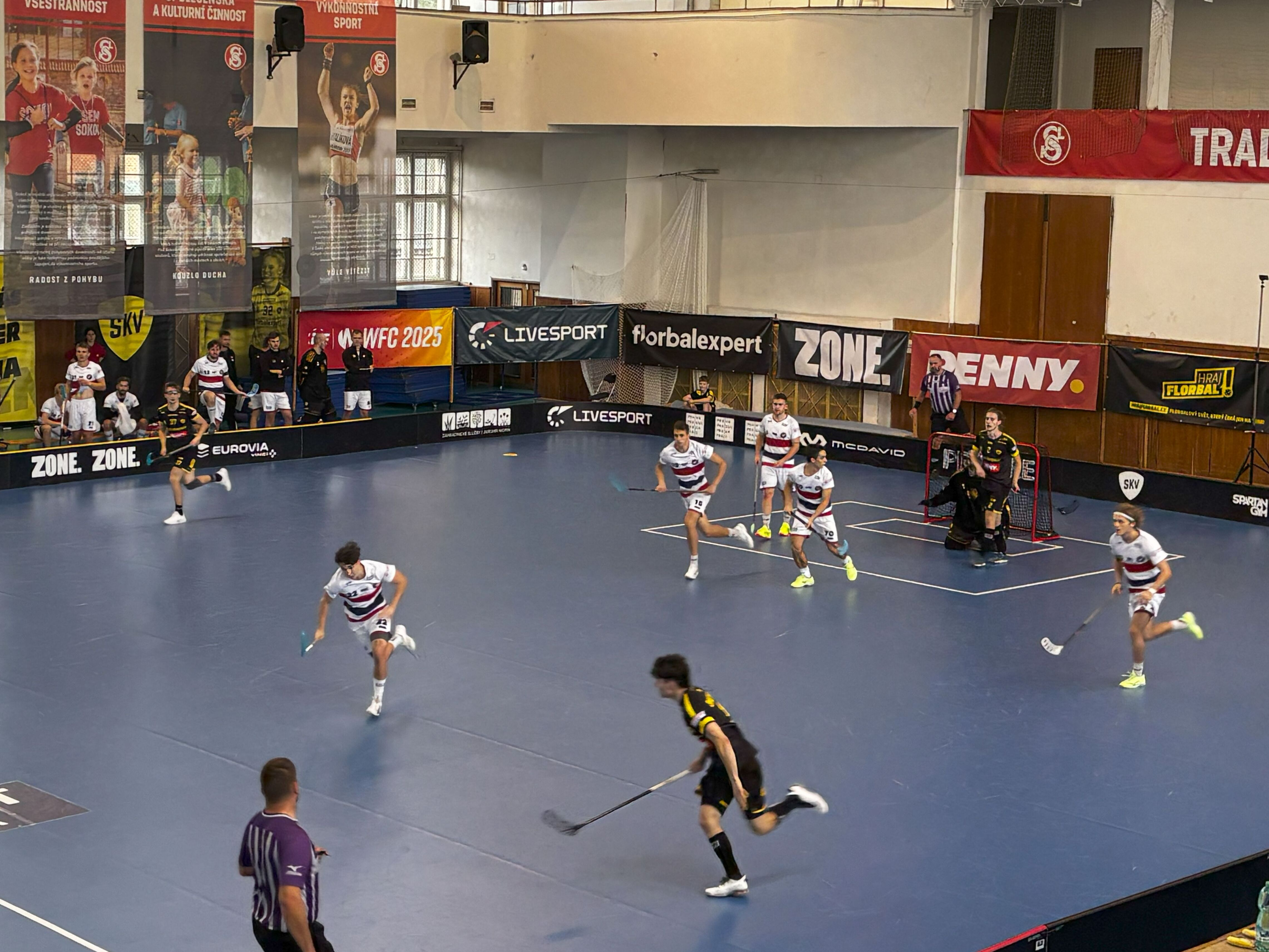
Tým mužů ve světlých dresech v zápase proti TJ Sokol Královské Vinohrady v sezóně 2024/2025

| Sezóna    | Úroveň | Soutěž             | Umístění | Poznámka |
| --------- | ------ | ------------------ | -------- | --- |
| 2006/2007 | 3      | 2. liga – Divize I |          | Převzetí druholigové účasti od FBC Potápěči Kladno – Druhé místo v Divizi I – Postup do vyšší ligy (první byl B tým Tatran Střešovice) |
| 2007/2008 | 2      | 1. liga            | 8.       | Vypadnutí ve čtvrtfinále play-off proti TJ VHS Znojmo                                                                                  |
| 2008/2009 | 2      | 1. liga            | 8.       | Vypadnutí ve čtvrtfinále play-off proti EVVA FBŠ Bohemians                                                                             |
| 2009/2010 | 2      | 1. liga            | 1.       | Vítězství ve finále play-off proti FBŠ Bohemians – Postup do vyšší ligy                                                                |
| 2010/2011 | 1      | Fortuna extraliga  | 12.      | Prohra v 2. kole play-down proti AC Sparta Praha Florbal – Sestup do nižší ligy                                                        |
| 2011/2012 | 2      | 1. liga            | 3.       | Vypadnutí v semifinále play-off proti FBŠ Hattrick Brno                                                                                |
| 2012/2013 | 2      | 1. liga            | 1.       | Vítězství ve finále play-off proti Sokol Pardubice – Postup do vyšší ligy                                                              |
| 2013/2014 | 1      | AutoCont extraliga | 12.      | Prohra v 2. kole play-down proti FBC ČPP Software Ostrava – Sestup do nižší ligy                                                       |
| 2014/2015 | 2      | 1. liga            | 4.       | Vypadnutí v semifinále play-off proti SK Bivoj Litvínov                                                                                |
| 2015/2016 | 2      | 1. liga            | 2.       | Prohra ve finále play-off proti FBC Liberec – Výhra v baráži proti TJ Sokol Královské Vinohrady – Postup do vyšší ligy                 |
| 2016/2017 | 1      | Tipsport Superliga | 12.      | Prohra v baráži proti FBC Pullo Trade Česká Lípa – Sestup do nižší ligy                                                                |
| 2017/2018 | 2      | 1. liga            | 6.       | Vypadnutí ve čtvrtfinále play-off proti 1. MVIL Ostrava WOOW                                                                           |
| 2018/2019 | 2      | 1. liga            | 6.       | Vypadnutí ve čtvrtfinále play-off proti FB Hurrican Karlovy Vary                                                                       |
| 2019/2020 | 2      | 1. liga            | 3.       | Sezóna ukončena za stavu 1:1 na zápasy ve čtvrtfinále play-off proti TJ Sokol Jaroměř                                                  |
| 2020/2021 | 2      | 1. liga            | 8.       | Sezóna ukončena po neúplných sedmi odehraných kolech základní části                                                                    |
| 2021/2022 | 2      | 1. liga            | 5.       | Vypadnutí ve čtvrtfinále play-off proti FB Hurrican Karlovy Vary                                                                       |
| 2022/2023 | 2      | 1. liga            | 2.       | Prohra ve finále play-off proti Butchis – Prohra v baráži proti FB Hurrican Karlovy Vary                                               |
| 2023/2024 | 2      | 1. liga            | 1.       | Vítězství ve finále play-off proti Bulldogs Brno – Postup do vyšší ligy                                                                |
| 2024/2025 | 1      | Superliga florbalu | 10.      | Vypadnutí v osmifinále play-off proti FAT PIPE Florbal Chodov                                                                          |

### Známí hráči
- Jakub Gruber (2014–2016)
- Miroslav Hanzlík (2012–2014)

### Známí trenéři
- Miroslav Hanzlík (2011–2012)
- Petr Ďarmek (2012–2014)
- Jan Zahalka (2016–2017)
- Jan Pazdera (2019–2021)

## Známí odchovanci
- Nela Jiráková
- Magdaléna Plášková